# Segling vid olympiska sommarspelen 1924
De olympiska tävlingarna i segling 1924 avgjordes mellan den 10 och 26 juli. 63 deltagare från 19 länder tävlade i tre grenar.

## Båtklasser
- Utrustning:

| Klass    | Typ    | Seglare | Trapets | Storsegel | Fock | Spinnaker | Första OS |
| -------- | ------ | ------- | ------- | --------- | ---- | --------- | --------- |
| Monotype | Jolle  | 1       | 0       | x         | x    | -         | 1924      |
| 6 meter  | Kölbåt | 5       | 0       | x         | x    | x         | 1908      |
| 8 meter  | Kölbåt | 6       | 0       | x         | x    | x         | 1908      |

- Design:

## Medaljörer
| Gren                 | Guld                                                                            | Silver                                                                          | Brons                                                                                  |
| Monotype Detaljer... | Léon Huybrechts Belgien                                                         | Henrik Robert Norge                                                             | Hans Dittmar Finland                                                                   |
| 6 meter Detaljer...  | Norge Anders Lundgren Christopher Dahl Eugen Lunde                              | Danmark Vilhelm Vett Knud Degn Christian Nielsen                                | Nederländerna Johan Carp Anthonij Guépin Jan Vreede                                    |
| 8 meter Detaljer...  | Norge Carl Ringvold Rick Bockelie Harald Hagen Ingar Nielsen Carl Ringvold, Jr. | Storbritannien Ernest Roney Harold Fowler Edwin Jacob Thomas Riggs Walter Riggs | Frankrike Louis Breguet Pierre Gauthier Robert Girardet André Guerrier Georges Mollard |

## Medaljtabell
| Pl.    | Nation         | Guld | Silver | Brons | Totalt |
| ------ | -------------- | ---- | ------ | ----- | ------ |
| 1      | Norge          | 2    | 1      | 0     | 3      |
| 2      | Belgien        | 1    | 0      | 0     | 1      |
| 3      | Danmark        | 0    | 1      | 0     | 1      |
| 3      | Storbritannien | 0    | 1      | 0     | 1      |
| 5      | Finland        | 0    | 0      | 1     | 1      |
| 5      | Frankrike      | 0    | 0      | 1     | 1      |
| 5      | Nederländerna  | 0    | 0      | 1     | 1      |
| Totalt |                | 3    | 3      | 3     | 9      |